# Sourcieux-les-Mines
Sourcieux-les-Mines es una comuna francesa situada en el departamento de Ródano, de la región de Auvernia-Ródano-Alpes.

## Demografía
| 750 | 794 | 834 | 1 156 | 1 349 | 1 762 | 1 888 | 1 999 |
| Para los censos de 1962 a 1999 la población legal corresponde a la población sin duplicidades (Fuente: INSEE [Consultar]) |     |     |       |       |       |       |       |